# Nazi Paikidze
Nazi Paikidze, gruz. ნაზი პაიკიძე (ur. 27 października 1993 w Irkucku) – gruzińska szachistka, reprezentantka Stanów Zjednoczonych od 2014, arcymistrzyni od 2010 roku.

## Kariera szachowa
Od najmłodszych lat należała do ścisłej światowej czołówki juniorek, jedenastokrotnie zdobywając medale mistrzostw świata i Europy w różnych kategoriach wiekowych (w tym sześciokrotnie złote):
- 2003 – Budva, ME do 10 lat – złoty, Kalitea, MŚ do 10 lat – brązowy,
- 2005 – Herceg Novi, ME do 12 lat – złoty, Belfort, MŚ do 12 lat – srebrny,
- 2006 – Batumi, MŚ do 14 lat – brązowy,
- 2007 – Kemer, MŚ do 14 lat – złoty, Szybenik, ME do 14 lat – złoty,
- 2008 – Vũng Tàu, MŚ do 16 lat – złoty, Herceg Novi, ME do 16 lat – złoty,
- 2009 – Antalya, MŚ do 16 lat – brązowy,
- 2011 – Ćennaj, MŚ do 20 lat – brązowy.

Duży sukces odniosła również w 2008 w Gaziantepie, gdzie na mistrzostwach świata juniorów do 20 lat podzieliła II-V miejsce. W 2010 podzieliła I m. (wspólnie z Salome Melią) w Moskwie (turniej Moscow Open-C) oraz zwyciężyła w mistrzostwach tego miasta. W 2015 zdobyła w Saint Louis srebrny medal indywidualnych mistrzostw Stanów Zjednoczonych.
Najwyższy ranking w dotychczasowej karierze osiągnęła 1 stycznia 2011, z wynikiem 2455 punktów zajmowała wówczas 35. miejsce na światowej liście FIDE, jednocześnie zajmując 3. miejsce wśród gruzińskich szachistek.